# Nat og dag - et moderne eventyr
Nat og dag - et moderne eventyr er en kortfilm instrueret af Claus Bohm efter eget manuskript.

## Handling
Novellefilm. Med sit videokamera prøver David at indfange de svingninger, som opstår mellem kunstværker og det omgivende rum. Prøver at få øje på en dybere mening. Hans møde med Anna og hendes gådefulde bror fører til en lignende søgen efter forståelse af de svingninger, som opstår mellem dem. I videoen, som også indeholder Davids ganske korte dokumentariske optagelser af maleren Kehnet Nielsen, Doris Bloom og Sonny Tronborg, støder det, som hans kameraøje ser, sammen med virkeligheden uden for museumsrummet, det lyse med det mørke, det ukendte med det kendte og forståelige.